# Греко-эстонские отношения
Греко-эстонские отношения — двусторонние дипломатические отношения между Эстонией и Грецией. Греция признала независимость Эстонию 19 мая 1922 года. Греция никогда не признавала советскую аннексию Эстонии. Обе страны восстановили дипломатические отношения 2 октября 1991 года. В апреле 1997 года Эстония открыла посольство в Афинах. Посольство Греции в Таллине открылось в январе 2005 года. Эстония также имеет 3 почетных консульства в Патрах, Пирее и Салониках. Обе страны являются полноправными членами НАТО и Европейского Союза.

## Список визитов
В Грецию:
- Апрель 1997 года, министр иностранных дел Эстонии Тоомас Хендрик Ильвес

- Май 1999 года, президент Эстонии Леннарт Мери

- Июнь 2004 года, министр иностранных дел Эстонии Кристийна Оюланд

- Июнь 2004 года, президент Эстонии Арнольд Рюйтель и министр культуры Эстонии Урмас Паэт в связи с Олимпийскими играми

- Май 2008 года, министр иностранных дел Эстонии Урмас Паэт

В Эстонию:
- Октябрь 2000 года, президент Греции Константинос Стефанопулос

- Май 2003 года, премьер-министр Греции Костас Симитис (во время председательства в ЕС)

## Список двусторонних соглашений
- Соглашение о культурном, образовательном и научном сотрудничестве (1999).

- Соглашение о поощрении и взаимной защите инвестиций (1997).

- Соглашение о морском транспорте (1997).

- Соглашение о международных пассажирских и грузовых перевозках (1999).

- Меморандум о двустороннем экономическом сотрудничестве (1999).

- Соглашение о сотрудничестве в области туризма (1999).